# Кардинал-вікарій
Кардинал-вікарій або Генеральний вікарій Риму (італ. Cardinale Vicario) — титул, який зазвичай дається генеральному вікарію Римської єпархії для частини єпархії в межах Італії.
Офіційною назвою є "Генеральний вікарій Його Святості для єпархії Риму". Єпископ Риму призначає генерального вікарія з владою ординарія допомогти з духовним керуванням своєї єпархії. Хоча канонічне право вимагає, щоб всі католицькі єпархії мали одного або більше генеральних вікаріїв, функції кардинала-вікарія ширші ніж у інших, оскільки він є фактично єпархіальний єпископ через велику кількість інших обов'язків папи римського.
Є схожа посада, пов'язана з духовними потребами Ватикану. Вона називається Генеральний вікарій Його Святості для Ватикану.